# Stanislav Lieskovsky
Stanislav Lieskovsky (Vágbeszterce, 1964. november 5. – 2018. december 9.) szlovák labdarúgó, edző.

## Pályafutása
Stanislav Lieskovsky játékos pályafutása során a ZVL Považská Bystrica, Sparta Praha, az RH Cheb, a Dunaszerdahely, a Švarc Benešov, ZTS Dubnica, Bétár Jerusálajim, a Chemlon Humenné, az FC Nitra és az FC Portal Pribram játékosa volt, de megfordult alacsonyabb osztályú német és osztrák csapatokban is. A csehszlovák illetve cseh élvonalban 130 alkalommal lépett pályára, ezalatt négy gólt szerzett. 1985-ben és 1988-ban bajnoki címet nyert a Sparta Prága játékosaként. Edzőként több országban is dolgozott, 2013-ban Malajziában bundavád miatt tiltották el. A 2006-2007-es szezonban a DAC segédedzője volt, de a dunaszerdahelyi csapatnál az utánpótlásban is dolgozott. 2018. december 9-én a Kongói Demokratikus Köztársaságban hunyt el malária következtében.

## Statisztikája a csehszlovák élvonalban
| Szezon   | Pályára lépés | Gól | Klub                |
| -------- | ------------- | --- | ------------------- |
| 1984-85  | 5             | 0   | Sparta Praha        |
| 1985-86  | 20            | 1   | RH Cheb             |
| 1986-87  | 24            | 1   | RH Cheb             |
| 1987-88  | 12            | 0   | Sparta Praha        |
| 1988-89  | 15            | 1   | DAC Dunajská Streda |
| 1989-90  | 13            | 0   | DAC Dunajská Streda |
| 1990-91  | 12            | 1   | DAC Dunajská Streda |
| 1992-93  | 19            | 0   | DAC Dunajská Streda |
| 1994-95  | 10            | 0   | FC Švarc Benešov    |
| 1995-96  | 17            | 0   | FC Portal Příbram   |
| Összesen | 130           | 4   |                     |

## Sikerei, díjai
AC Sparta Praha
- Csehszlovák bajnok: 1985, 1988